# Districte de Bulqizë
Bulqizë District (en albanès, Rrethi i Bulqizës) era un dels trenta-sis districtes d'Albània (que es van dissoldre l'any 2000) que actualment forma part del comtat de Dibër. Tenia una població de 28.374 habitants, i una superfície de 469 km². Situada a l'est del país, la seva capital era Bulqizë.

## Divisions administratives
El districte constava dels següents municipis:
- Bulqizë (capital)
- Fushë-Bulqizë
- Gjoricë
- Martanesh
- Ostren
- Shupenzë
- Trebisht
- Zerqan